# 金田千鶴
金田 千鶴（かなだ / かねだ ちづ、1902年11月 - 1934年8月17日）は、昭和初期のアララギ派の女流歌人。

## 経歴
長野県下伊那郡泰阜村平島田の庄屋の家に生まれ、長野県立飯田高等女学校（後の長野県飯田風越高等学校の前身校の一つ）に学ぶ。卒業後に飯田町の寺に嫁いだが、程なくして離婚し、上京して帝国女子専門学校（後の相模女子大学の前身）に学ぶ。
在学中に『アララギ』の選者であった岡麓と知り合い、師事する。
1924年、小学校時代の教師だった彫刻家の倉沢興世と再会し、恋愛関係となるが、程なくして結核に罹患し、帰郷することとなった。
帰郷後も作歌を続け、1929年には『アララギ』の準同人となり、自然や人間関係を主題としたもののほか、昭和恐慌下で困窮する山村の姿を捉えた「社会詠」も手掛けた。さらに、小説も手掛け、1931年には文芸誌『つばさ』に「霜」と「夏蚕時」の2編を発表した。
金田千鶴は、1934年に、結核のため満31歳で死去したが、8年間ほどの活動歴の中で、短歌800首あまり、小説2編、文学ノート2冊を残し、「病歌人」、「相聞歌人」、「社会詠歌人」などとも称された。

## 歌集の刊行
千鶴が詠んだ作品をまとめた歌集は、死去の翌年、1935年に『金田千鶴歌集』が古今書院から出たが、後に1976年に池田寿一が編集した『金田千鶴全集』が金田千鶴全集刊行会によって出版され、さらに1991年には、池田寿一と佐々木茂の編集による『定本金田千鶴全集』が短歌新聞社から出版された。

## 遺されたもの
晩年の千鶴は、実家の離れに起居しつつ、体調が許すときには、近所を散策していたとされるが、没後に千鶴の歌碑が代田文誌の揮毫により実家近くに建てられ、当地は「千鶴ヶ丘」と称されるようになった 。
1999年、奥村晃作が、『恵那のいただき 悲恋の歌人金田千鶴小伝』を出版した。
2002年には、ふじたあさやの脚本・演出による演劇宿公演『翔ぶ！～金田千鶴の道を生きた道～』が飯田市でおこなわれ、2022年にはその20年ぶりの再演がおこなわれた。